# Midsommar (film, 2019)
Midsommar är en amerikansk-svensk skräckfilm skriven och regisserad av Ari Aster, med Florence Pugh, Jack Reynor, William Jackson Harper, Vilhelm Blomgren, Archie Madekwe, Ellora Torchia och Will Poulter i rollerna.
Filmen hade biopremiär i USA den 3 juli 2019 och i Sverige den 10 juli samma år. Handlingen utspelar sig till största delen i Hårga i Hälsingland; den del som ska visa Hårga är dock inspelad i Ungern.

## Handling
Dani och Christian är ett ungt amerikanskt par vars förhållande håller på att falla samman. Dani följer med Christian och hans vänner på en resa till en avlägsen liten by i Sverige, där de deltar i ett traditionellt midsommarfirande. Men deras semester blir något helt annat än de någonsin kunnat vänta sig. De får bland annat bevittna ättestupa.

## Rollista
- Florence Pugh − Dani Ardor
- Jack Reynor − Christian Hughes
- William Jackson Harper − Josh
- Vilhelm Blomgren − Pelle
- Will Poulter − Mark
- Ellora Torchia − Connie
- Archie Madekwe − Simon
- Henrik Norlén − Ulf
- Gunnel Fred − Siv
- Isabelle Grill − Maja
- Agnes Rase − Dagny
- Julia Ragnarsson − Inga
- Mats Blomgren − Odd
- Lars Väringer − Sten
- Anna Åström − Karin
- Hampus Hallberg − Ingemar
- Liv Mjönes − Ulla
- Louise Peterhoff − Hanna
- Katarina Weidhagen − Ylva
- Björn Andrésen − Dan
- Tomas Engström − Jarl
- Dag Andersson − Sven
- Lennart R. Svensson − Mats
- Anders Beckman − Arne
- Rebecka Johnston − Ulrika
- Tove Skeidsvoll − Majvor
- Anders Back − Valentin
- Anki Larsson − Irma
- Levente Puczkó-Smith − Ruben
- Maximilian Slash Marton − Evert
- Gabriella Fón − Danis mamma
- Zsolt Bojári − Danis pappa
- Klaudia Csányi − Terri Ardor